# IMBEL IA2
IA2 — штурмовая винтовка, разработанная и производимая в Бразилии компанией IMBEL. Предназначена для замены FN FAL, M16A2 и HK33, которые в настоящее время находятся на вооружении вооруженных сил Бразилии .

## История
IA2 был разработан подполковником Пауло Аугусто Капетти Родригесом Порту и бразильской оружейной компанией IMBEL для замены FN FAL и его вариантов в рядах бразильской армии. IMBEL MD-97 не мог удовлетворить основные требования для замены FAL, из-за чего IMBEL приступила к модернизации проекта MD-97, но простой модернизации проекта, в которой использовалось множество деталей FAL, было недостаточно для удовлетворения требований и нужд армии.

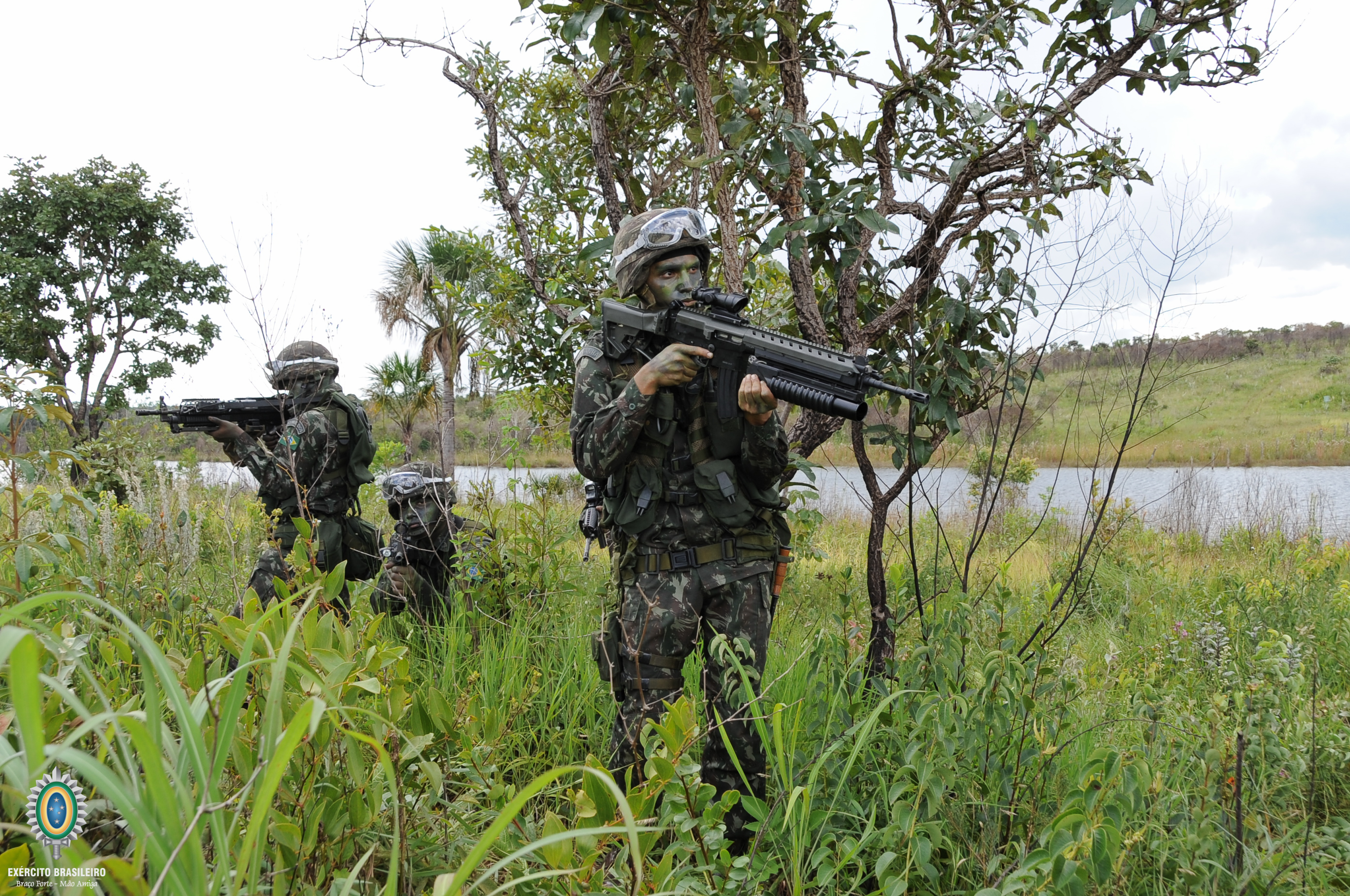
Бразильский спецназ с винтовками IA2

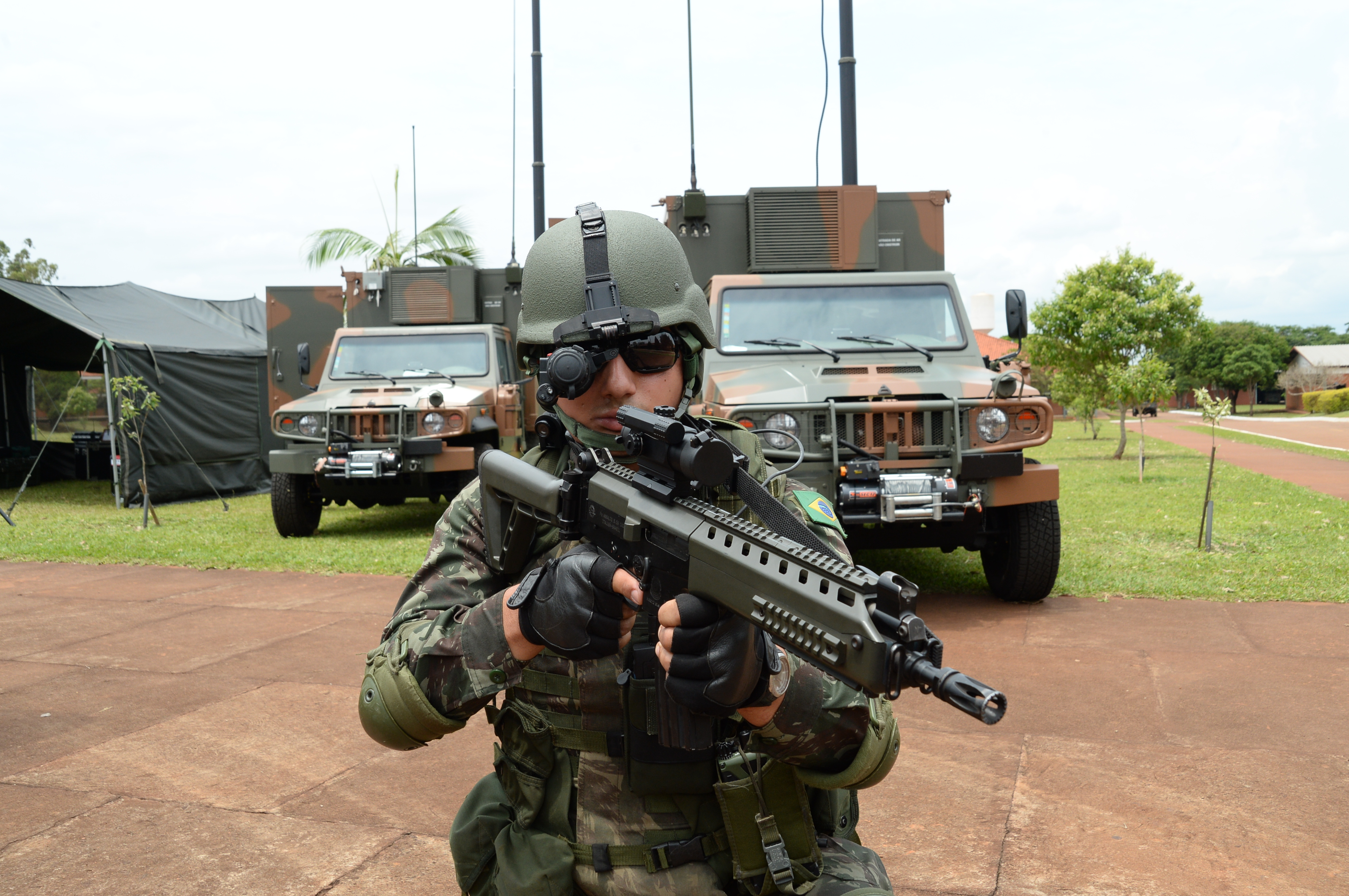
Солдат пограничной бригады с IA2

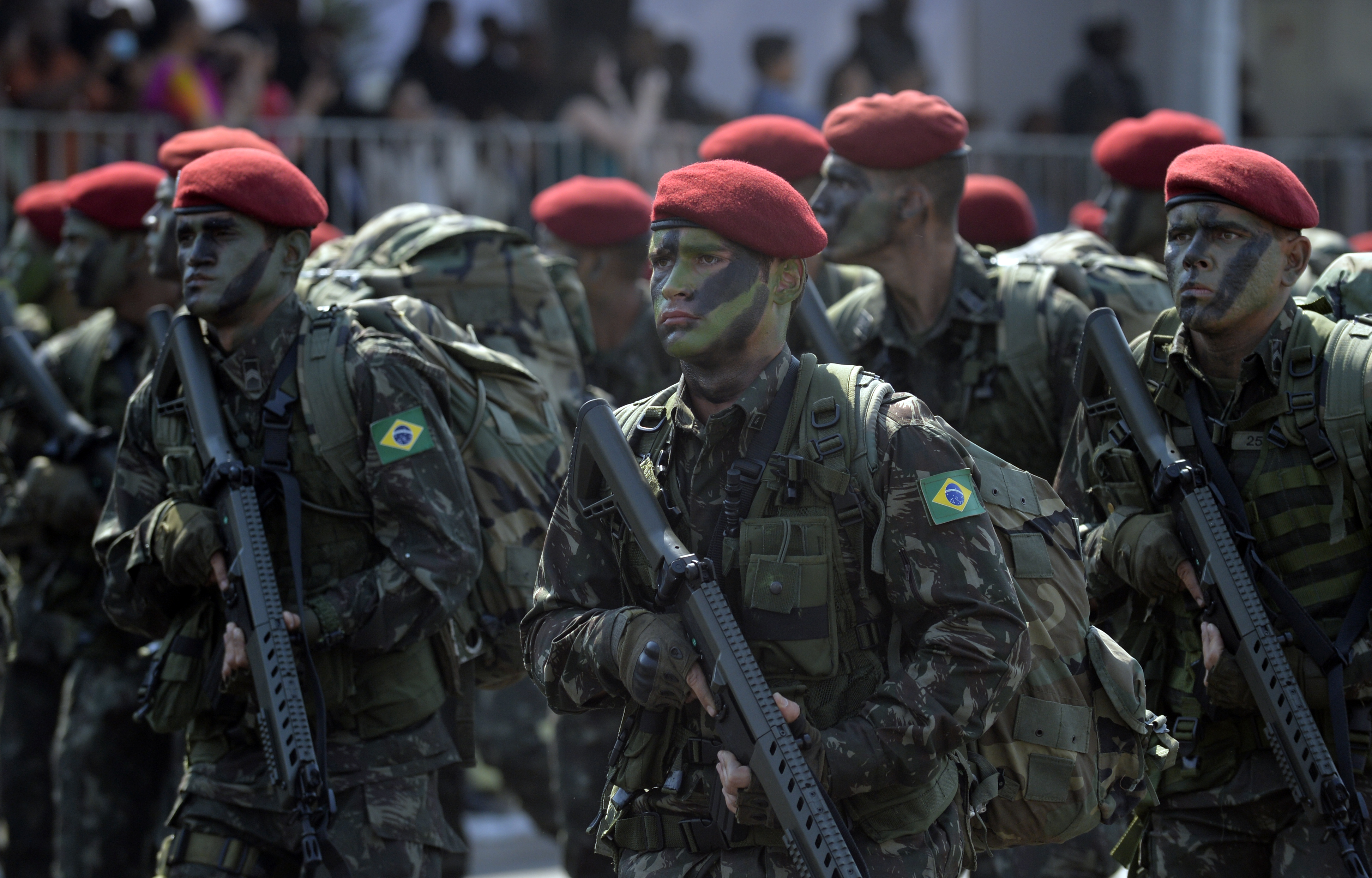
Десантники с Imbel IA2

Таким образом, в 2012 году был начат проект по разработке совершенно нового оружия, первоначально именованного как MD-97 Mk.II, которая не была бы модернизацией MD-97, а совершенно новой винтовкой. Автомат был представлен в 2010 году, когда его начали испытывать в Центре оценок армии (CAEx), на полигоне Марамбайя, Рио-де-Жанейро. В 2012 году армия заказала первую партию из 1500 винтовок IA-2 под патроны 5,56 × 45 мм НАТО и 7,62 × 51 мм НАТО, которые были распределены для испытаний между различными подразделениями армии, такими как Бригада специальных операций, Парашютно-десантная бригада. Пехотная бригада и пехотные бригады джунглей.
Готовое изделие произвело более 70 тысяч выстрелов и подверглось испытаниям на прочность, песок, пыль, высокие и низкие температуры, а также погружение в воду с последующим обжигом. Испытания в джунглях подтвердила его надежность. Его работоспособность также была проверена в прыжках с парашютом и специальных операциях.
В 2012 году были проведены испытания для эксплуатационной оценки 20 винтовок в Корпусе морской пехоты Бразилии. Характеристики винтовки оценивались в условиях эксплуатации, где проверялись, например, ее совместимость с индивидуальной экипировкой военнослужащих и устойчивость к ударам и контакту с песком, водой или грязью.
В декабре 2013 года бразильская армия заказала около 20 000 винтовок в калибре 5.56. В 2016 году было объявлено, что CAEx проведёт испытания пяти прототипов версии Fz 7.62.

## Конструкция
IA2 выпускается в двух калибрах: 5,56×45 мм НАТО и 7,62×51 мм НАТО. Не является модульной системой вооружения, как например MSBS Grot, Remington ACR, CZ 805 и Beretta ARX-160 .
Вариант под 7.62 NATO по-прежнему использует принцип работы FAL (перекос затвора) вместо поворотного затвора как у версии под 5.56. IA2 широко использует полимеры и имеет невозвратно-возвратную рукоятку взведения на левой стороне ствольной коробки . Вариант под 5.56 принимает магазины STANAG, а 7.62 принимает магазины от FAL. Газовая система IA2 регулируется вручную.
Благодаря встроенным планкам Пикатинни, Винтовка IA2 поддерживает широкий спектр оборудования и аксессуаров, таких как прицелы, фонарики, гранатометы, лазеры и т. д.